# 鐵鉤手
「鐵鉤手」（The Hook、The Hookman）是一則盛行於美國的都市傳說故事類型，內容大意為一手上裝有鐵鉤的殺手襲擊一對車中的情侶。該故事類型最早可追溯至1950年代中期。1960年報紙的人生諮詢專欄〈親愛的艾比〉首次將鐵鉤手的故事文字化，奠定它在流行文化中的原型，並頻繁為美國通俗文學與影視作品借用。

## 故事版本
「鐵鉤手」的故事通常從一對坐在車上的年輕情侶或夫妻說起，並慢慢帶出鐵鉤手的角色，最後以男女之中的其中一人遇害作結。幾個常見的版本如下：
1. 一個夜深人靜的晚上，一對年輕夫妻在車上調情，一邊聽著電台廣播音樂。此時廣播插播一則新聞，說一名手上裝著鐵鉤的連環殺手剛從附近的監獄逃脫。擔憂的兩人準備發車離開，此時卻聽見金屬摩擦車窗和車體的聲音，緊接著一隻鐵鉤便貫穿車門。在某些版本中，兩人得以安全逃脫鐵鉤手，或者男方在聽到摩擦聲後下車查看，發現並無異狀，回到車上時卻看見女方已遭鐵鉤手殺害。
2. 一對夫妻在行車過程中因汽車拋錨或丈夫內急而被迫停在一人煙罕至的地方。丈夫下車檢查拋錨或小解，妻子坐在車裡等待男方，一邊聽著廣播。電台插播一則新聞，說一名危險的精神病患逃出收容所。此時妻子聽到車頂上有奇怪的聲音，於是她下車查看，看見新聞所說的那名精神病正坐在車頂，手上提著丈夫的斷頭；又或者，妻子看見丈夫被精神病患殺害後吊掛在樹上，剛剛聽到的噪音是屍體雙手的指甲摩擦車頂，或是鮮血滴落發出的聲音。在某些版本中，妻子在發現丈夫的屍體後驚慌失措，一回頭便看見那名精神病患，隨後遇害；或是妻子在拋錨的車上等待丈夫時碰到一巡邏的警察。警察面色凝重地護送妻子離開車子前往安全地點，並警告她不要回頭看。當她回頭時，便看見丈夫遇害的慘狀；又或者，丈夫在小解或修好車後回到車上，發現妻子死在座位上，身上還插著鐵鉤。
3. 一對年輕夫妻在驅車返家過程中因車子故障或燃油耗盡而被迫停在荒郊野外。丈夫下車找人幫忙，妻子留在車上，不知不覺睡著了。不久她被一陣噪音吵醒，看見一個面貌恐怖的男子正在車外看著她，一邊敲打車窗。驚恐的妻子正慶幸車門有上鎖時，那名男子緩緩提起她丈夫的頭顱，另一手則拿出丈夫帶走的車鑰匙。[2]

## 起源
「鐵鉤手」故事的確切形成年代已不可考。民俗學家和歷史學家揚·哈羅德·布倫德認為，「鐵鉤手」在1950年代開始受到注意，並在青少年文化圈中富有盛名。snopes撰寫者大卫·米克尔森推測，「鐵鉤手」可能源於真實發生的情人幽會遇襲事件，例如1946年發生的特克薩卡納月光殺人魔事件。
1960年11月8日，當時頗受歡迎的人生諮詢專欄〈親愛的艾比〉刊出一篇讀者來信，其中便出現「鐵鉤手」的故事，是「鐵鉤手」最早的文字出版物：
「親愛的艾比：如果您關心青少年的安危，請打印此故事。我不知道這故事是否屬實，但這不打緊，因為它對我很重要：一對情侶在車上幽會。他們一邊調情，一邊聽著電台廣播的音樂製造氣氛。此時音樂被一則插播的新聞打斷，說附近的監獄有一名囚犯逃脫，他犯過強姦和搶劫罪，右手裝有一支鐵鉤。這對情侶一聽嚇壞了，趕緊開車離開該地。回到女方住處，男方下車為女方開門時，赫然發現車門上插著一把鐵鉤！聽了這故事，我發誓有生之年開車絕對不會在陌生的地方逗留，希望其他孩子也一樣。」 ─珍妮 
文學學者克里斯托弗·皮塔德（Christopher Pittard）則認為「鐵鉤手」的故事情節最早可追溯到維多利亞時代的文學作品，如1913年瑪莉·貝洛克·朗茲的恐怖小說《怪房客》。儘管兩則故事幾乎沒有共通之處，但兩者都建立在「犯罪，污垢和機會的三重關係」之上。這樣的解讀也意味著對都市傳說歷史軌蹟的重新思考，通常被解讀為後現代消費文化的產物。

## 解釋
民俗學者以多種方式解釋「鐵鉤手」故事的象徵性。艾倫·鄧德斯以弗洛伊德心理學的解釋，認為鐵鉤象徵陽具，鐵鉤手的斷肢則象徵閹割；瑞典民俗學者本特·金貝格將「鐵鉤手」故事視為「遵循社會常規者與反社會者的衝突」的例子
；美國民俗學者比尔·埃利斯則將故事中的殺手解釋為自卑的道德捍衛者，他打斷年輕男女之間的性交，而他的殘疾則是「性無能」的隱喻。

## 流行文化
「鐵鉤手」故事的敘事結構與象徵頻繁出現於美國通俗文學與影視作品中：
- 1947年恐怖電影《迪克·特雷西的困境（英语：Dick Tracy's Dilemma）》
- 1979年喜劇電影《瘋狂夏令營》
- 1980年砍殺電影《血紅濺白紗》
- 阿爾文·施瓦茨1981年的短篇兒童恐怖故事集《在黑暗中說的鬼故事》[8]
- 1981年砍殺電影《期末考（英语：Final Exam (1981 film)）》
- 1997年恐怖電影《半夜鬼上身（英语：Campfire Tales (1997 film)）》
- 1997年砍殺電影《是誰搞的鬼》
- 1997年加拿大動畫選集電視劇《恐怖故事（英语：Freaky Stories）》[9]
- 1999年砍殺電影《情人節殺手（英语：Lovers Lane (1999 film)）》
- 1998年電視劇《千禧年（英语：Freaky Stories）》第二季第14集〈害蟲之家（英语：The Pest House）〉
- 2002-2004年紀錄片影集《是真是假？都市傳說大揭密》（Mostly True Stories?: Urban Legends Revealed）
- 2005年電視劇《超自然檔案》
- 2007年《史瑞克》電視特集《史瑞克過聖誕（英语：Shrek the Halls）》